# Hermonassa (geslacht)
Hermonassa is een geslacht van vlinders van de familie Uilen (Noctuidae), uit de onderfamilie Noctuinae.

## Soorten
- H. anthracina Boursin, 1967
- H. arenosa Butler, 1881
- H. bonza Püngeler, 1900
- H. callista Boursin, 1968
- H. cecilia Butler, 1878
- H. clava Leech, 1900
- H. consignata Walker, 1865
- H. cuprina Moore, 1882
- H. cyanerythra Boursin, 1968
- H. cyanolepis Boursin, 1967
- H. chalybeata Moore, 1881
- H. chersotidia Boursin, 1968
- H. chlora Boursin, 1967
- H. chryserythra Boursin, 1968
- H. diaphana Boursin, 1967
- H. diaphthorea Boursin, 1967
- H. dictyodes Boursin, 1967
- H. dictyota Boursin, 1967
- H. dichroma Boursin, 1967
- H. dispila Boursin, 1967
- H. doiinthanon Owada, 1985
- H. ellenae Boursin, 1967
- H. emodicola Boursin, 1967
- H. fasciata Chen, 1985
- H. finitima Warren, 1909
- H. fulvescens Chen, 1985
- H. furva Warren, 1912
- H. gigantea Chen, 1989
- H. hemicyclia Plante, 1994
- H. hoenei Boursin, 1967
- H. hypoleuca Boursin, 1967
- H. incisa Moore, 1882
- H. inconstans Wileman, 1912
- H. juncta Chen, 1993
- H. lama Boursin, 1967
- H. lanceola Moore, 1867
- H. legraini Plante, 1994

- H. lineata Warren, 1912
- H. lunata Moore, 1882
- H. macrotheca Boursin, 1968
- H. marsypiophora Boursin, 1967
- H. megaspila Boursin, 1967
- H. obscura Chen, 1985
- H. oleographa Hampson, 1911
- H. olivascens Chen, 1985
- H. opina Chen
- H. orbicularis Boursin, 1967
- H. orphnina Boursin, 1967
- H. oxyspila Boursin, 1968
- H. pallidula Leech, 1900
- H. penna Chen, 1985
- H. phenax Boursin, 1968
- H. planeta Chen, 1993
- H. psilodora Boursin, 1968
- H. pygmaea Boursin, 1967
- H. renifera Chen
- H. reticulata Boursin, 1967
- H. roesleri Boursin, 1967
- H. rufa Boursin, 1968
- H. siamensis Owada, 1985
- H. sinuata Moore, 1881
- H. spilota Moore, 1867
- H. staudingeri Kocak, 1981
- H. stigmatica Warren, 1912
- H. tamsi Boursin, 1968
- H. thailandica Owada, 1985
- H. xanthochlora Boursin, 1967